# America (luftskepp)

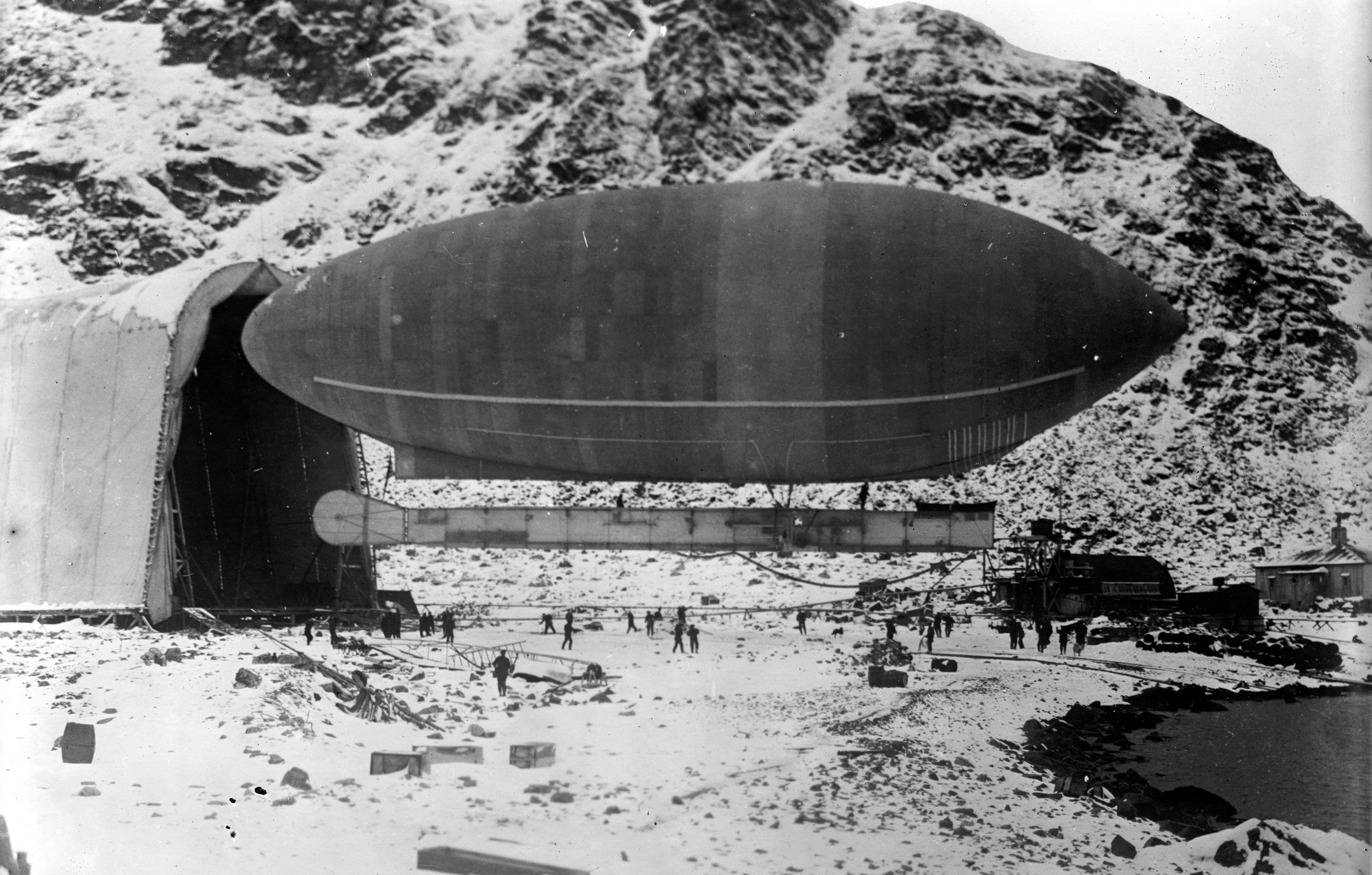
America på Danskön, troligen 1906

America var ett mjukt luftskepp, som användes av Walter Wellman vid hans försök att nå Nordpolen 1906–1910.
America byggdes av Louis Mutin-Godard (1847–1928) i Frankrike 1906 för Walter Wellmans försök att nå Nordpolen. Walter Wellman hade först tänkt sig att använda en ballong i samband med att han misslyckats med en nordpolsexpedition med båt och släde från Svalbard 1894. Han besökte Paris för att undersöka aktuell ballongteknologi, men ändrade sig med hänvisning till avsaknaden av fungerande styrningsmöjlighet och av framdrivningsmaskineri. Ett tiotal år senare fick han höra talas om en ny fransk innovation för styrning och återupptog planen på en luftfärd. Han fick finansiellt stöd för en expedition av tidningsutgivaren Victor F. Lawson i Chicago och reste till Paris för att finna en lämplig konstruktion och en tillverkare. 
America var 50,3 meter lång och 15,8 meter bred som bredast och hade en volym på 7.300 kubikmeter vätgas. Ytskiktet bestod av tre lager tyg och tre av gummi, och saknade ett skelett. Gondolen rymde en besättning på fem personer. Den framdrevs av tre förbränningsmotorer, vilka hade en sammanlagd effekt på 80 hästkrafter med två propellrar i vardera ända. 

## Försök till färd till Nordpolen 1906
Luftskeppet levererades med fartyg till Spetsbergen den 8 juli 1906, där Wellman och hans medhjälpare försökte montera ihop det. Detta misslyckades när motorerna gick i bitar. I september monterades America ned och återsändes med fartyg till Frankrike.

## Försök  till färd till Nordpolen 1907
Wellman kom tillbaka till Spetsbergen med America i juni 1907. Luftskeppet hade då fått en ny mittsektion isydd, varför längden ökat till 56 meter och volymen till 7.700 m3. Vädret var dock ogynnsamt vid detta tillfälle, vilket ledde till att America inte ens kunde lämna sin hangar förrän den 2 september. Wellman gav sig iväg med en mekaniker och en navigatör, men tvingades av ännu mer dåligt väder att avbryta efter endast några få kilometer, varför America tömdes på gas för att undvika att kraschlanda. America sändes därefter åter tillbaka till Frankrike för reparation.

## Försök  till färd till Nordpolen 1909
America återvände till Svalbard ytterligare en gång i juli 1909, och klockan 10 den 15 augusti lämnade America Virgohamna med Wellman och en besättning på tre ombord. Flygturen började bra, men efter två timmar och 40 minuter gick den så kallade "ekvilibratorn" sönder. Denna var en lång lädertub som var fylld med ballast och avsedd att hjälpa gauge och hålla en jämn höjd över isen. America lyfte snabbt tills hon kunde bringas under kontroll på 1.500 meters höjd. Hon sänktes mot marken genom att besättningen släppte ut vätgas. Besättningen räddades av det norska fartyget S/S Farm. 
Wellman började planera för att bygga ut hangaren i Virgohamn så att han skulle kunna återvända till Spetsbergen sommaren 1911 med ett större luftskepp. Efter att ha fått information om Frederick Cooks påstående om att ha nått Nordpolen, övergav han denna plan.

## Totalhaveri
Istället beslöt Wellman att genomföra den första flygningen över Atlanten. America förstorades en gång till, nu till en vätgasvolym på 9.760 m³. En gnistradio monterades in i den livbåt som hängde under gondolen. Flygturen startade den 15 oktober 1910 från Atlantic City. Luftskeppet tyngdes av kondensvatten från skeppets yta och hade svårt att nå flyghöjd, vartill kom svårigheter att navigera i en övergående storm. Motorn stannade efter 38 timmars flygning, sannolikt genom att ha förorenats av sand från stranden. Luftskeppet hade då kommit till en bit öster om New Hampshire och söder om Nova Scotia, innan det började driva söderut. 
Efter ytterligare timmar siktades postångaren S/S Trent väster om Bermuda, som kunde kontaktas med signallampa. Besättningen gick i livbåten och luftskeppet drev därefter iväg och har inte återfunnits. S/S Trent lyckades trots hög sjö rädda luftskeppets besättning.